# Phaonia tinctiscutaris
Phaonia tinctiscutaris este o specie de muște din genul Phaonia, familia Muscidae, descrisă de Xue, Zhang și Zhu în anul 2006. Conform Catalogue of Life specia Phaonia tinctiscutaris nu are subspecii cunoscute.